# 몽골 투그릭
투그릭(tögrög 또는 tugrik, 몽골어: төгрөг, tögörig) (기호: ₮; ISO 4217 부호: MNT). 1 투그릭은 역사적으로 100 "몽고"(möngö, мөнгө)로 나뉘었다.
몽골 투그릭은 동아시아 국가 통화 중 조선민주주의인민공화국 원 다음으로 액면 가치가 가장 낮은 화폐이다. 2021년 1월 13일 환율 기준으로 1투그릭 = 0.38원이며 1달러는 2,829.49투그릭에 해당한다.

## 역사
투그릭은 1925년 12월 9일에 1 소련 루블과 같은 비율로 도입이 되었는데, 1 루블 또는 1 투그릭은 은(銀) 18그램과 같았다. 투그릭은 몽골 달러와 다른 통화들을 대체했고 1928년 4월 1일에 유일한 합법적인 통화가 되었다.
그러나 2018년 8월 현재 몽골 투그릭은 대한민국 원 보다 그 가치가 낮다. 1 몽골 투그릭이 0.44 대한민국 원과 같은 금액일 정도로 몽골 투그릭의 가치는 매우 낮다. 그 때문에 몽골 투그릭의 하위 단위 화폐인 몽고(Möngö) 동전은 낮은 가치로 인해, 화폐로서 더 이상 유통되지 않고 있다. 동전들은 관광객들에게 팔렸고 현재는 골동품과 수집품으로 판매되고 있다.

## 동전
몽골 투그릭 동전의 체계는 소비에트 연방 루블과 두드러진 유사점이 있었다. 소비에트 연방 루블 동전은 1, 2, 3, 5, 10, 15, 20, 50 코페이카, 1 루블로 구성되었었고, 투그릭 동전은 3 몽고 동전만 빠진 1, 2, 5, 10, 15, 20, 50 몽고(möngö), 1 투그릭으로 구성되어 있었다. 이 유사점은 1992년에 몽골인민공화국이 끝나고 인플레이션이 급등했을 때 없어졌다.
| 몽골 인민 공화국 시대의 동전 시리즈 | 몽골 인민 공화국 시대의 동전 시리즈 | 몽골 인민 공화국 시대의 동전 시리즈                            | 몽골 인민 공화국 시대의 동전 시리즈                                     | 몽골 인민 공화국 시대의 동전 시리즈                                | 몽골 인민 공화국 시대의 동전 시리즈 | 몽골 인민 공화국 시대의 동전 시리즈 | 몽골 인민 공화국 시대의 동전 시리즈 | 몽골 인민 공화국 시대의 동전 시리즈       | 몽골 인민 공화국 시대의 동전 시리즈 |
| 그림                                | 시리즈                              | 성분                                                           | 앞면                                                                    | 뒷면                                                               | 리콜 날짜                           | 무가치해진 날                       | 문자                                | 주조된 곳                                 | 사용된 달력                         |
| ----------------------------------- | ----------------------------------- | -------------------------------------------------------------- | ----------------------------------------------------------------------- | ------------------------------------------------------------------ | ----------------------------------- | ----------------------------------- | ----------------------------------- | ----------------------------------------- | ----------------------------------- |
|                                     | 1925년                              | 1-5 몽고: 구리 10-20 몽고: 0.5 은 50 몽고, 1 투그릭: 90% 은    | 소욤보                                                                  | 가치                                                               | 1950년                              | 1970년                              | 몽골 문자                           | 소비에트 연방                             | 몽골력 15년                         |
|                                     | 1937년                              | 1-5 몽고: 알루미늄 청동 10-20 몽고: 백동                       | 소욤보                                                                  | 가치                                                               | 1960년                              | 1970년                              | 몽골 문자                           | 소비에트 연방                             | 몽골력 27년                         |
|                                     | 1945년                              | 1-5 몽고: 알루미늄 청동 10-20 몽고: 백동                       | 국장, "Бугд Найрамдах Монгол Ард Улс" (몽골인민공화국)                  | 가치                                                               | 1970년                              | 1970년                              | 키릴 문자                           | 소비에트 연방                             | 몽골력 35년                         |
|                                     | 1959년                              | 알루미늄                                                       | 국장, "Бугд Найрамдах Монгол Ард Улс" (몽골인민공화국)                  | 가치                                                               | 1990년                              | 1990년                              | 키릴 문자                           | 중화인민공화국                            | 기원전                              |
| ,                                   | 1970년, 1977년, 1980년, 1981년      | 1-5 몽고: 알루미늄 10-50 몽고: 백동                            | 국장, 1-5 몽고는 나라의 이름 약자(БНМАУ), 10-50 몽고는 나라의 정식 이름 | 가치                                                               | —                                   | —                                   | 키릴 문자                           | 1970년, 1977년: 동독 1980년, 1981년: 몽골 | 기원전                              |
|                                     | 유통 및 기념 1 투그릭 동전          | 1971년: 알루미늄 청동, 백동, 은, 또는 금 1981년: 알루미늄 청동 | 국장, 나라의 정식 이름, 가치                                            | "БНМАУ", 말을 탄 담딘 수흐바타르, 년에 따라 "50 ЖИЛ" 또는 "60 ЖИЛ" | ?                                   | ?                                   | 키릴 문자                           | 1971년: 동독 1981년: 몽골                 | —                                   |
|                                     | 1981-88년: 기념적인 주제와 1 투그릭 | 알루미늄 청동                                                  | 국장, 나라의 정식 이름, 가치                                            | 카를 마르크스, 소련-몽골 우주 비행, etc. 같은 6개 디자인           | ?                                   | ?                                   | 키릴 문자                           | 몽골                                      | 기원전                              |

| 현재의 동전 | 현재의 동전 | 현재의 동전 | 현재의 동전 | 현재의 동전 | 현재의 동전 | 현재의 동전 | 현재의 동전 | 현재의 동전         | 현재의 동전     | 현재의 동전  |
| 그림        | 그림        | 가치        | 규격        | 규격        | 규격        | 규격        | 설명        | 설명                | 설명            | 첫 주조 날짜 |
| 앞면        | 뒷면        | 가치        | 지름        | 두께        | 무게        | 성분        | 테투리      | 앞면                | 뒷면            | 첫 주조 날짜 |
| ----------- | ----------- | ----------- | ----------- | ----------- | ----------- | ----------- | ----------- | ------------------- | --------------- | ------------ |
|             |             | 20 투그릭   | 17.5 mm     | 1.5 mm      | 0.78 g      | 알루미늄    | 톱니        | 가치                | 소욤보          | 1994년       |
|             |             | 50 투그릭   | 23 mm       | 1.8 mm      | 1.68 g      | 알루미늄    | 톱니        | 가치                | 소욤보          | 1994년       |
|             |             | 100 투그릭  | 22 mm       | 1.5 mm      | 3.84 g      | 백동        | 톱니        | 가치, 잔라이식 사원 | 소욤보          | 1994년       |
|             |             | 200 투그릭  | 25 mm       | 1.7 mm      | 6.2 g       | 백동        | 톱니        | 가치, 총독부        | 소욤보          | 1994년       |
|             |             | 500 투그릭  | 22 mm       | 1.7 mm      | 4.1 g       | 백동        | 촙니        | 가치, 소욤보        | 담딘 수흐바타르 | 2001년       |

## 지폐
동전과 같이 투그릭 지폐 또한 몽골인민공화국 시기 동안에 소련 루블과 매우 유사했었다. 유사점은 색상 테마, 전반적인 디자인, 그리고(1, 2, 5, 10, 25, 50, 100 투그릭에서 특별히 언급하지 않았다면) 지폐 종류의 순서를 포함한다. 각 가치마다의 색상은 다음과 같다.
- 1 투그릭 : 갈색
- 2 투그릭 : 녹색
- 5 투그릭 : 파란색
- 10 투그릭 : 녹색
- 20 투그릭 : 빨간색
- 25 투그릭 : 라일락색
- 50 투그릭 : 녹색
- 100 투그릭 : 갈색

모든 지폐들은 소비에트 연방에서 인쇄되었다. 그러나 현대의 투그릭은 일반적으로 영국에서 인쇄된다.
| 몽골인민공화국 시기의 지폐 | 몽골인민공화국 시기의 지폐                             | 몽골인민공화국 시기의 지폐             | 몽골인민공화국 시기의 지폐                  | 몽골인민공화국 시기의 지폐 | 몽골인민공화국 시기의 지폐 | 몽골인민공화국 시기의 지폐 | 몽골인민공화국 시기의 지폐 | 몽골인민공화국 시기의 지폐               |
| 그림                       | 시리즈                                                 | 앞면                                   | 뒷면                                        | 리콜 날짜                  | 무가치해진 날              | 문자                       | 사용된 달력                | 주목                                     |
| -------------------------- | ------------------------------------------------------ | -------------------------------------- | ------------------------------------------- | -------------------------- | -------------------------- | -------------------------- | -------------------------- | ---------------------------------------- |
|                            | 1925년                                                 | 소욤보, 가치                           | 가치                                        | 1940년                     | 1966년                     | 몽골 문자                  | 기원전                     | 3 투그릭 대신에 녹색 2 투그릭            |
|                            | 1939년                                                 | 소욤보, 수흐바타르                     | 가치                                        | 1955년                     | 1966년                     | 몽골 문자                  | 기원전과 몽골력 29년       | 갈색 25 투그릭                           |
|                            | 1941년                                                 | 국장, 수흐바타르                       | 가치                                        | ?                          | ?                          | 둘다                       | 기원전과 몽골력 31년       | 갈색 25 투그릭                           |
|                            | 1955                                                   | 국장, 수흐바타르                       | 가치                                        | 1966                       | 1966                       | 키릴 문자                  | 기원전                     | 앞면은 파란색, 뒷면에는 갈색인 25 투그릭 |
|                            | 1966년                                                 | 국장, 1 투그릭을 제외하고는 수흐바타르 | 가치 (1-25 투그릭), 총독부 (50, 100 투그릭) | —                          | —                          | 둘다                       | 기원전                     |                                          |
| 1981년, 1983년             | 산업 관련 테마인 20 투그릭을 제외한 나머지는 위와 같음 | 국장, 1 투그릭을 제외하고는 수흐바타르 | 25 투그릭 대신에 녹색 20 투그릭             | —                          | —                          | 둘다                       | 기원전                     |                                          |

| 1993년 시리즈 | 1993년 시리즈 | 1993년 시리즈                   | 1993년 시리즈 | 1993년 시리즈     | 1993년 시리즈      | 1993년 시리즈                               | 1993년 시리즈 | 1993년 시리즈                                         | 1993년 시리즈                                           |
| 그림1         | 그림1         | 가치                            | 크기          | 색                | 설명               | 설명                                        | 설명          | 발행 날짜2                                            | 주목                                                    |
| 앞면          | 뒷면          | 가치                            | 크기          | 색                | 앞면               | 뒷면                                        | 워터마크      | 발행 날짜2                                            | 주목                                                    |
| ------------- | ------------- | ------------------------------- | ------------- | ----------------- | ------------------ | ------------------------------------------- | ------------- | ----------------------------------------------------- | ------------------------------------------------------- |
|               |               | 10 몽고                         | 45 × 90 mm    | 분홍색            | 소욤보, 궁술       | 궁술                                        | —             | 1993년                                                | 유통에서 매우 드물다. 수집가들 중에서 넘칠 정도로 많다. |
|               |               | 20 몽고                         | 45 × 90 mm    | 노란색/갈색       | 소욤보, 레슬링     | 레슬링                                      | —             | 1993년                                                | 유통에서 매우 드물다. 수집가들 중에서 넘칠 정도로 많다. |
|               |               | 50 몽고                         | 45 × 90 mm    | 녹색/청록색       | 소욤보, 승마       | 승마                                        | —             | 1993년                                                | 유통에서 매우 드물다. 수집가들 중에서 넘칠 정도로 많다. |
|               |               | 1 투그릭                        | 115 × 57 mm   | 노란색/갈색       | 사자               | 소욤보                                      | 칭기즈 칸     | 1993년                                                | 유통에서 매우 드물다. 수집가들 중에서 넘칠 정도로 많다. |
|               |               | 5 투그릭                        | 120 × 60 mm   | 주황색            | 수흐바타르, 소욤보 | 산악 경관과 말들이 풀을 먹는 모습           | 칭기즈 칸     | 1993년                                                | 어디든지 드물게 사용되나 은행에서는 사용된다.           |
|               |               | 10 투그릭                       | 125 × 61 mm   | 녹색              | 수흐바타르, 소욤보 | 산악 경관과 말들이 풀을 먹는 모습           | 칭기즈 칸     | 1993, 2002, 2005, 2007, 2009, 2011, 2013, 2014, 20173 | 일반적으로 가장 적게 사용되는 지폐이다.                 |
|               |               | 20 투그릭                       | 130 × 65 mm   | 붉으스름한 자주색 | 수흐바타르, 소욤보 | 산악 경관과 말들이 풀을 먹는 모습           | 칭기즈 칸     | 1993, 2002, 2005, 2007, 2009, 2011, 2013, 2014, 20173 |                                                         |
|               |               | 50 투그릭                       | 135 × 66 mm   | 갈색              | 수흐바타르, 소욤보 | 산악 경관과 말들이 풀을 먹는 모습           | 칭기즈 칸     | 1993, 2000, 2008, 2013, 2014, 2016,3 2019             |                                                         |
|               |               | 100 투그릭                      | 140 × 68 mm   | 보라색            | 수흐바타르, 소욤보 | 산악 경관과 말들이 풀을 먹는 모습           | 칭기즈 칸     | 1993, 2000, 2008, 2013, 2014, 2016,3 2019             |                                                         |
|               |               | 500 투그릭                      | 145 × 70 mm   | 녹색              | 칭기즈 칸, 소욤보  | 움직이고 있는 몽골 유르트(이동식 원형 텐트) | 칭기즈 칸     | 1993년, 1997년 2000년3, 2003년4                       |                                                         |
|               |               | 1000 투그릭 ( myangan )         | 150 × 72 mm   | 파란색            | 칭기즈 칸, 소욤보  | 움직이고 있는 몽골 유르트(이동식 원형 텐트) | 칭기즈 칸     | 1993, 1997, 2003, 2007, 2011, 2013 20034              |                                                         |
|               |               | 5000 투그릭 ( tavan myangan )   | 150 × 72 mm   | 분홍색/자주색     | 칭기즈 칸, 소욤보  | "Drinking Fountain" at Genghis Khan's court | 칭기즈 칸     | 1994, 2003, 2013, 20184                               |                                                         |
|               |               | 10,000 투그릭 ( arvan myangan ) | 150 × 72 mm   | 주황색            | 칭기즈 칸, 소욤보  | "Drinking Fountain" at Genghis Khan's court | 칭기즈 칸     | 1995, 2002, 2009, 20144                               |                                                         |
|               |               | 20,000 투그릭 ( horin myangan ) | 151 × 72 mm   | 라임색과 자주색   | 칭기즈 칸, 소욤보  | 9개의 기(旗)                                |               | 2006, 2009, 2013,4 2019                               |                                                         |

### 주목
1. 그림은 각 지폐의 초기 변동을 나타낸다.
2. 2003년까지의 발행 날짜가 나열되어 있다. 10 투그릭의 2005년 판이 있다고 알려져 있다. 그러나 10 투그릭이 2005년 판의 유일한 지폐였는지 아닌지는 아직 명확하지 않다.
3. 저액권(10 ~ 500 투그릭)은 2000년에 발행했고 이후 전체 지폐에 선 무늬 색을 언더프린트(underprint, 지폐나 우표 뒷면에 선전의 용도로 찍혀 있는 문자나 기호) 처리 했는데, 이전판은 진한 하얀색에 가까운 색을 가졌다. 하지만 규칙에 대한 한 가지 예외는 500 투그릭의 2000년 판이다.
4. 고액권(500 ~ 10,000 투그릭)은 2002년에 발행했고 이후 위조 방지 장치로 개선으로서 앞면 하단 오른쪽에 패치를 했는데, 이전에는 2개의 최고액권(5000, 10,000 투그릭)에만 있었다. 새로운 패치는 또한 1990년대에 있는 것들보다 더 정교하다. 2개의 최고액권(5000, 10,000 투그릭)은 또한 그들의 소욤보 기호가 홀로그램으로 업그레이드한 것을 가졌다.

## 같이 보기
- 몽골의 경제